# 伯爾格烏山麓若塞尼鄉
47°13′00″N 24°41′00″E / 47.2167°N 24.6833°E
伯爾格烏山麓若塞尼鄉（羅馬尼亞語：Comuna Josenii Bârgăului, Bistrița-Năsăud），是羅馬尼亞的鄉份，位於該國西北部，由比斯特里察-訥瑟烏德縣負責管轄，面積50平方公里，海拔高度468米，2007年人口5,214，人口密度每平方公里104人。